# Laodike (mor till Seleukos)
Laodike (grekiska: Λαοδίκη) var en grekisk adelsdam som var gift med Antiochos. Hon levde under det 4:e århundradet f.Kr. Maken var general i tjänst hos Filip II av Makedonien. Hon var mor till Seleukos I (född cirka 358 f.Kr.), grundaren av det Seleukidiska imperiet och Seleukos syster Didymeia. På grund av en dröm hon haft låtsades man  att Apollon var far till hennes barn Seleukos. Inte mindre än fem städer grundades av Seleukos i olika delar av hans rike, som till hennes ära bar namnet Laodikeia.